# Euchaetes expressa
Euchaetes expressa är en fjärilsart som beskrevs av Edwards 1884. Euchaetes expressa ingår i släktet Euchaetes och familjen björnspinnare. Inga underarter finns listade i Catalogue of Life.